# Villa Trinidad
Villa Trinidad es una comuna del departamento San Cristóbal, en la provincia de Santa Fe, Argentina. La localidad está a 250 km de la ciudad capital Santa Fe, y a 60 km de la ciudad cabecera San Cristóbal. 

## Localidades y Parajes
- Villa Trinidad 3,141 habitantes (Indec, 2010) 30°12′57″S 61°52′37″O / -30.21583, -61.87694
- Parajes
  - Campo Botto
  - Paraje La Gloria

## Creación de la Comuna
- 20 de marzo de 1917

## Santo Patrono
- Santísima Trinidad, festividad móvil

## Educación
- Jardín N.º 105 "Dominga Marengo de Delfabro"
- Escuela Primaria N.º 416 "Mariano Quiroga"
- Escuela Rural N.º 1156 "Paraje La Gloria"
- Escuela Rural N.º 950 " Paraje Campo Botto"
- Escuela de Enseñanza Media n.º 268 "Martín Miguel de Guemes"
- Escuela de Enseñanza Media para Adultos n.º 1093 "José Pedroni" anexo Villa Trinidad

## Asociación Bomberos Voluntarios de Villa Trinidad
Nace el 7 de noviembre de 2012 cuando se reunieron vecinos de la localidad para formar un cuerpo de Bomberos Voluntarios.
Se formó la primera Comisión Directiva presidida por Martin Castoldi, quien fue la encargada de hacer los trámites de Personería Jurídica, capacitar a los primeros bomberos a través de la escuela de capacitación de la Regional V de la F.S.B.V., formar y equipar el cuartel, el cual fue inaugurado el 7 de diciembre de 2013 junto al acto de recepción de la primera promoción de bomberos.
Esta institución tiene Personería Jurídica a partir del 8 de noviembre de 2013 y fue otorgada la Operatividad el 21 de febrero de 2014.
Su página web: www.bomberostrinidad.com.ar

## Cultura

### Biblioteca Popular
- Asoc. Civil Alas

### Museo Histórico Comunal
Se guardan recuerdos de la fundación del pueblo y de colonias vecinas. Actualmente se encuentra en la estación del ferrocarril abierto los días Lunes, Miércoles y Viernes de 17:00 a 19:00hs 

### Hermanamiento con Italia
Hermanamiento con la localidad de "AIRASCA" en la región de Torino, acto realizado el 20 de abril de 2005.

## Radio y Televisión
- Villa Trinidad Cable Color, Simón de Iriondo y Moreno
- LRI 409, FM 101.5 Simón de Iriondo s/n
- La Radio, FM 97.9 Juan de Garay c/ esquina Belgrano www.la979.com.ar

## Entidades Deportivas
- C.A.L.T. Club Atlético Libertad Trinidad www.libertadtrinidad.com.ar

## Eventos
- Fiesta Departamental de la Soja

## Parroquias de la Iglesia católica en Villa Trinidad
| Diócesis  | Rafaela |
| --------- | --- |
| Parroquia | Santísima Trinidad-Asunción de María Santísima (parroquia con dos sedes: Villa Trinidad y Arrufó respectivamente) |